# Torsten Buchsteiner
Torsten Buchsteiner (født 18. april 1964 i Hamburg) er en tysk film- og teaterskuespiller, og dramatiker.

## Liv og karriere
Torsten Buchsteiner har som skuespiller medvirket i en lang række teater-, film- og tv-produktioner i Tyskland – blandt andet på Deutsches Theater Berlin, Schiller Theater og Freie Volksbühne. Sideløbende med skuespilkarrieren fungerer han som dramatiker. Han debuterede som dramatiker med stykket Spieler i 2001, og siden fulgte Tango sólo i 2005. I 2005 modtog han desuden Else Lasker Schüler Dramatikerpreis samt juryens pris ved St. Galler Autorentage for Nordøst. Nordøst fik premiere i 2006 i Stockholm og har siden været opført i blandt andet Tyskland, Østrig, Polen, Tjekkiet, Grækenland, Finland og Schweiz. 
I 2008 har Torsten Buchsteiner premiere på radiodramaet Krieger.